# Jakub Kadák
Jakub Kadák (Trenčín, 14 december 2000) is een Slowaaks voetballer.

## Clubcarrière
Kadák genoot zijn jeugdopleiding bij OŠK Trenčianske Stankovce en AS Trenčín. Op 10 maart 2018 maakte hij zijn officiële debuut in het eerste elftal van Trenčín: op de eerste speeldag van de play-offs liet trainer Vladimír Cifranič hem tegen Spartak Trnava in de 80e minuut invallen voor Lukáš Skovajsa. Op de vijfde speeldag mocht hij tegen Slovan Bratislava in de blessuretijd invallen voor Hamza Čataković.
In het seizoen 2018/19, toen Trenčín in het begin van het seizoen Europees stuntte door in de Europa League drie rondes te overleven en onderweg Feyenoord maar op het einde van het seizoen barragewedstrijden nodig had om in de Fortuna Liga te blijven, kreeg Kadák bitter weinig speeltijd: in de reguliere competitie mocht hij twee keer invallen, en in de play-offs voor de degradatie kwam hij niet verder dan twee invalbeurten van telkens een paar minuten. Uiteindelijk kwam hij meer aan spelen toe en groeide hij uit tot een vaste waarde in het eerste elftal. In het seizoen 2021/22 kroonde hij zich met dertien doelpunten tot topschutter van de Fortuna Liga.

## Erelijst
| Individueel            |    |         |
| Topscorer Fortuna Liga | 1x | 2021/22 |